# Festung Ranthambhor

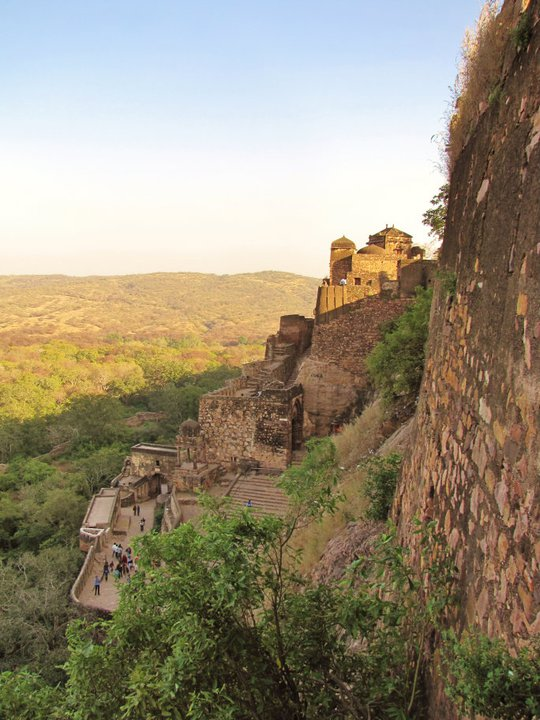
Ranthambhore-Fort

Die Festung Ranthambhor (auch Ranthambhore; Hindi:रणथम्भोर) gehört – zusammen mit fünf anderen Fortanlagen im indischen Bundesstaat Rajasthan – zum UNESCO-Weltkulturerbe.

## Lage
Die Festungsanlage von Ranthambhore liegt auf einer etwa 200 m hohen felsigen Anhöhe inmitten des gleichnamigen Nationalparks im Südosten von Rajasthan. Sie gehört zum Distrikt Sawai Madhopur und ist gut 100 km in nordöstlicher bzw. südöstlicher Richtung von den Städten Kota bzw. Jaipur entfernt.

## Geschichte

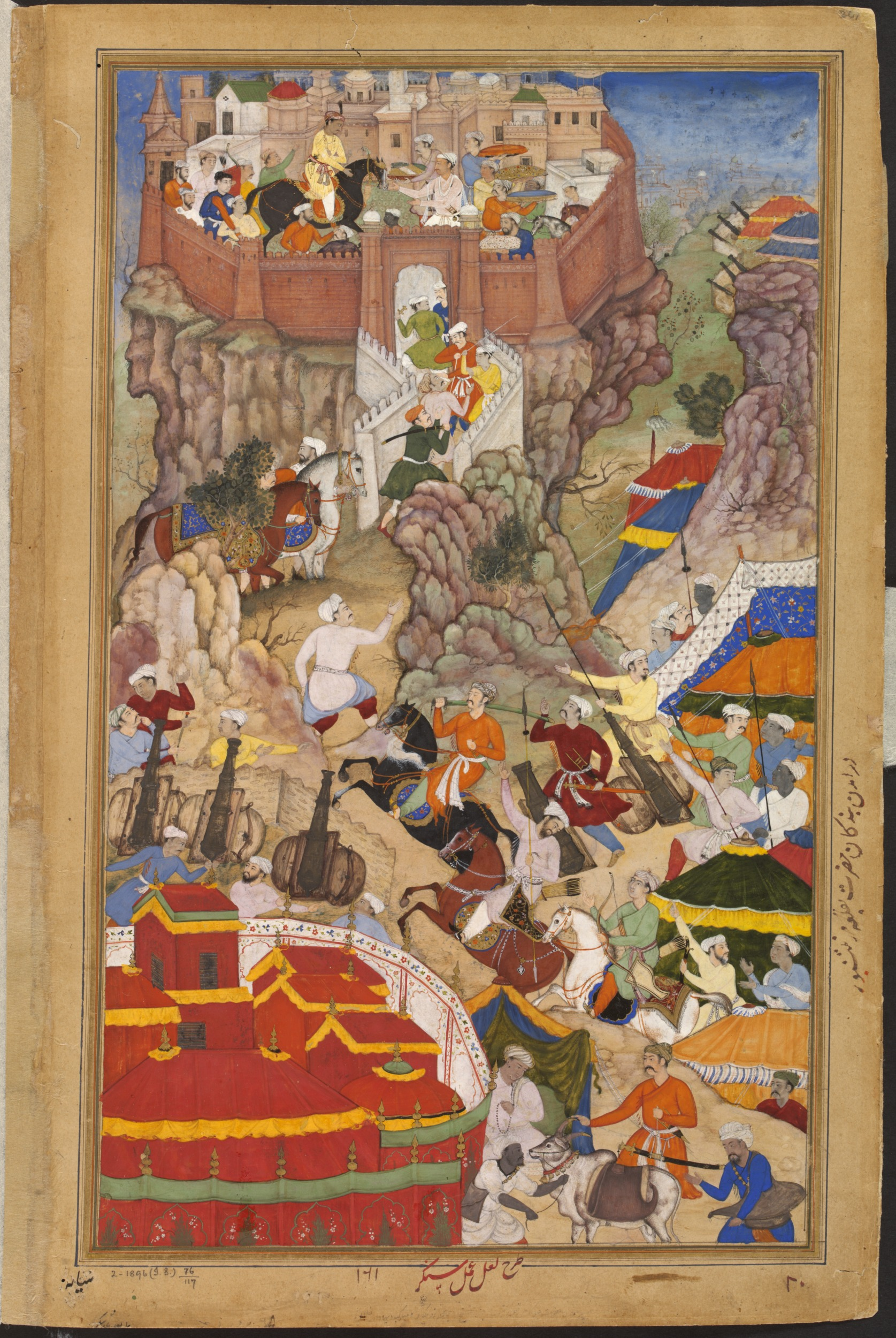
Akbars triumphaler Einzug in das Fort von Ranthambhore (1569)

Eine erste Festungsanlage ist für das 10. Jahrhundert belegt und wird dem Nagil-Klan des Volk der Jats zugeordnet. Im 12. Jahrhundert sahen sich die jeweiligen Machthaber Übergriffen der Armeen des Sultanats von Delhi ausgesetzt; Iltutmish nahm Ranthambhore im Jahr 1226 ein, doch wurde der Ort nach seinem Tod (1236) von der weite Teile der Region beherrschenden Chauhan-Dynastie zurückerobert. In den Jahren 1248 und 1253 belagerten die Truppen von Nasir ud din Mahmud, einem Sultan der in Delhi herrschenden Sklavendynastie, die Festung erneut, ohne sie jedoch einnehmen zu können. Weitere Belagerungen unter der Führung Ala ud-Din Khaljis folgten im ausgehenden 13. Jahrhundert, bis dieser schließlich im Jahr 1301 das Fort erobern konnte.
Im 14. und 15. Jahrhundert übernahmen die Maharajas von Mewar ebenso wie die Herrscher von Bundi zeitweise die Macht in der Region. Die Einnahme der Festung durch den Großmogul Akbar I. im Jahr 1569 bedeutete den Beginn einer mehr als 100-jährigen Friedenszeit. Im Jahr 1753 übertrug der politisch schwache Mogulherrscher Ahmad Shah die Gegend um Ranthambhore an das Fürstentum Jaipur; es wurde fortan als Jagdgebiet genutzt.
Nach der Unabhängigkeit Indiens wurde der Rajputenstaat Jaipur mitsamt seinen Bergfestungen Bestandteil des neu gegründeten Bundesstaats Rajasthan. Im Jahr 1980 wurde im Rahmen des ‚Projekts Tiger‘ der 392 km² große Ranthambhore-Nationalpark eingerichtet.

## Architektur

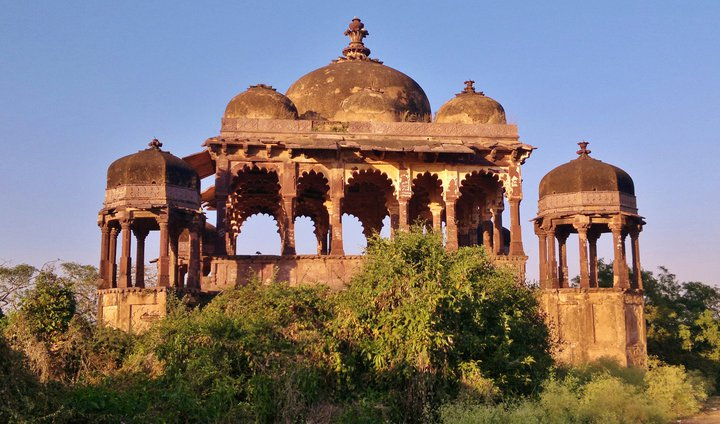
Chhatri

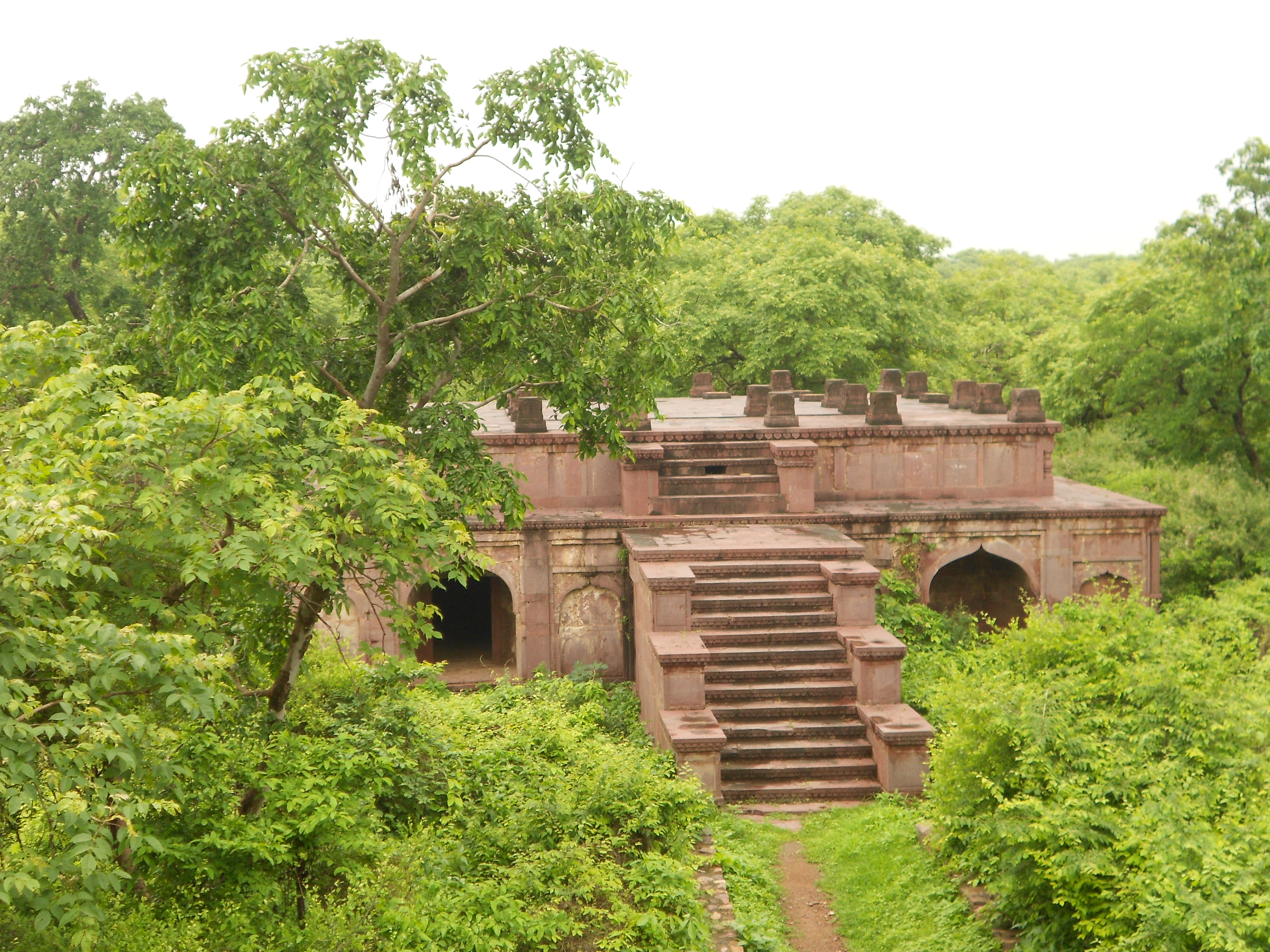
Audienzhalle

Das Fort von Ranthambhore beeindruckt vor allem durch seine Lage auf und an den Flanken eines steilen Felsens. Mehrere hintereinander geschaltete, meist verwinkelt angelegte und zinnenbekrönte Tore aus dem 13. bis 16. Jahrhundert sichern den einzigen Zugangsweg ab, der schließlich bei den ehemaligen Palastgebäuden endet, die jedoch weitgehend zerstört sind. Gut erhalten sind hingegen ein monumentaler, beinahe palastartiger Memorialbau (Chhatri) zu Ehren eines Maharajas aus dem 16. Jahrhundert sowie der Unterbau der ehemaligen Audienzhalle (Diwan-i-Khas). Innerhalb des Festungsbereichs finden sich mehrere Hindu- und ein Jain-Tempel.

## Torbauten

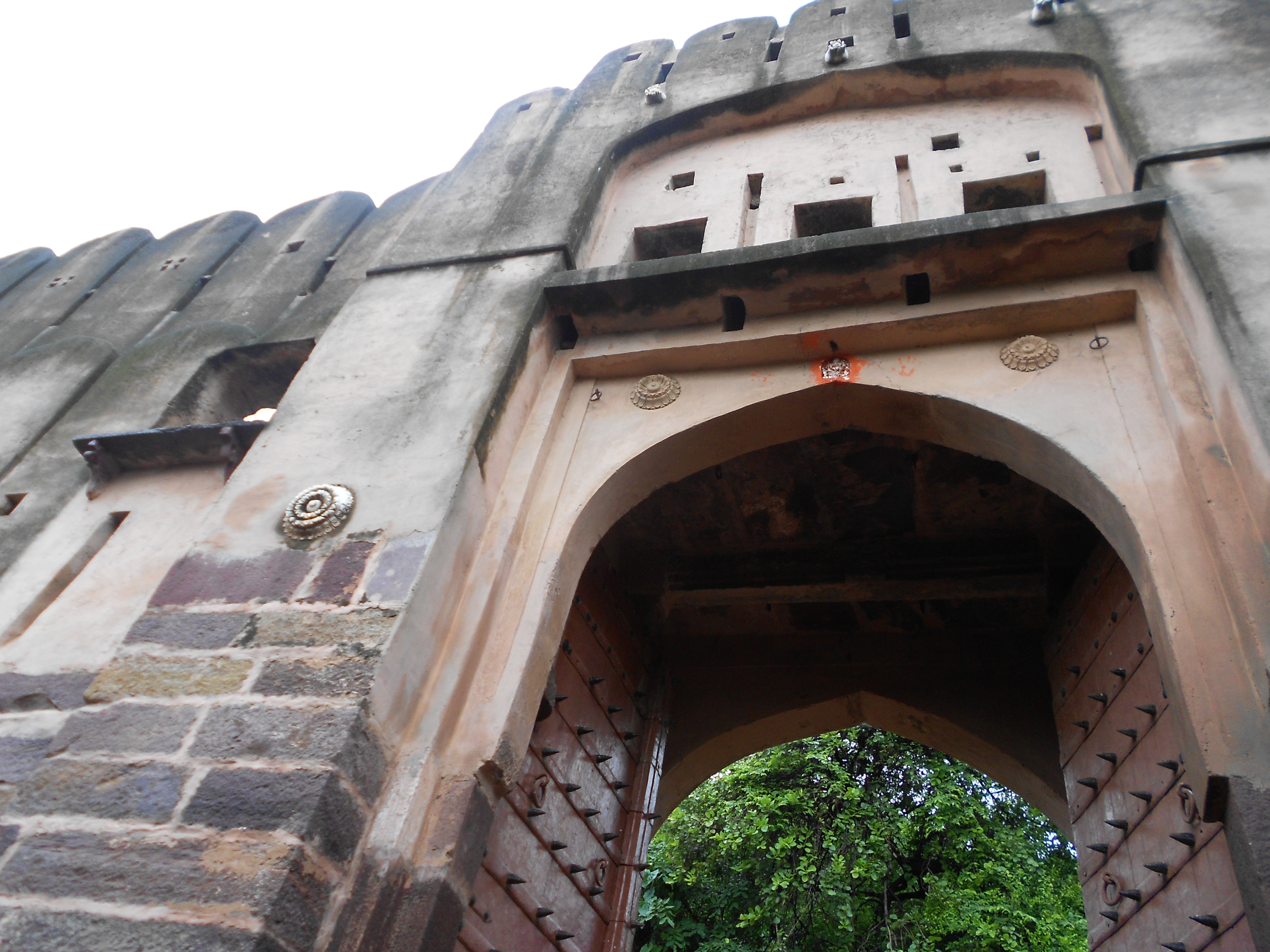
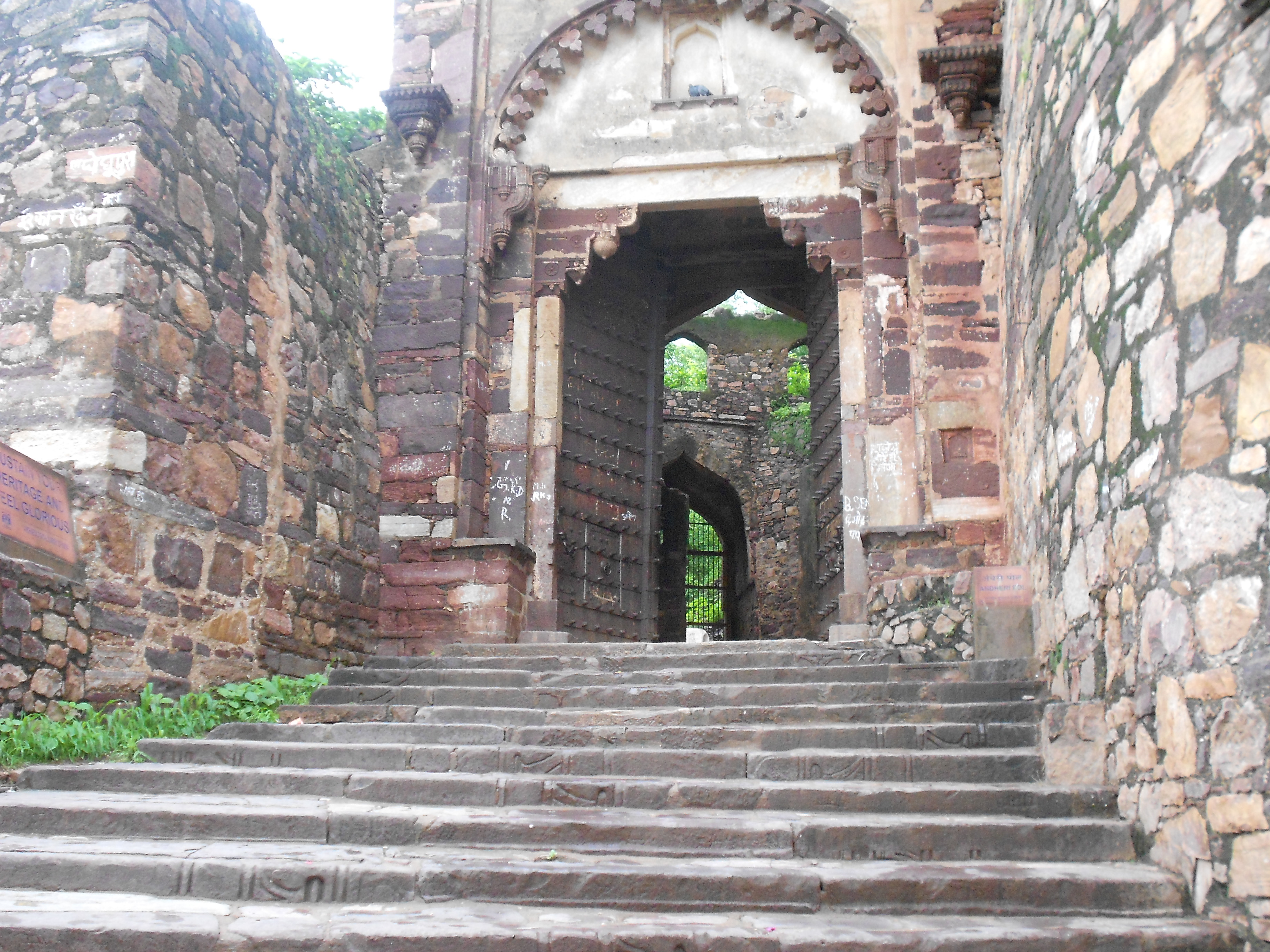
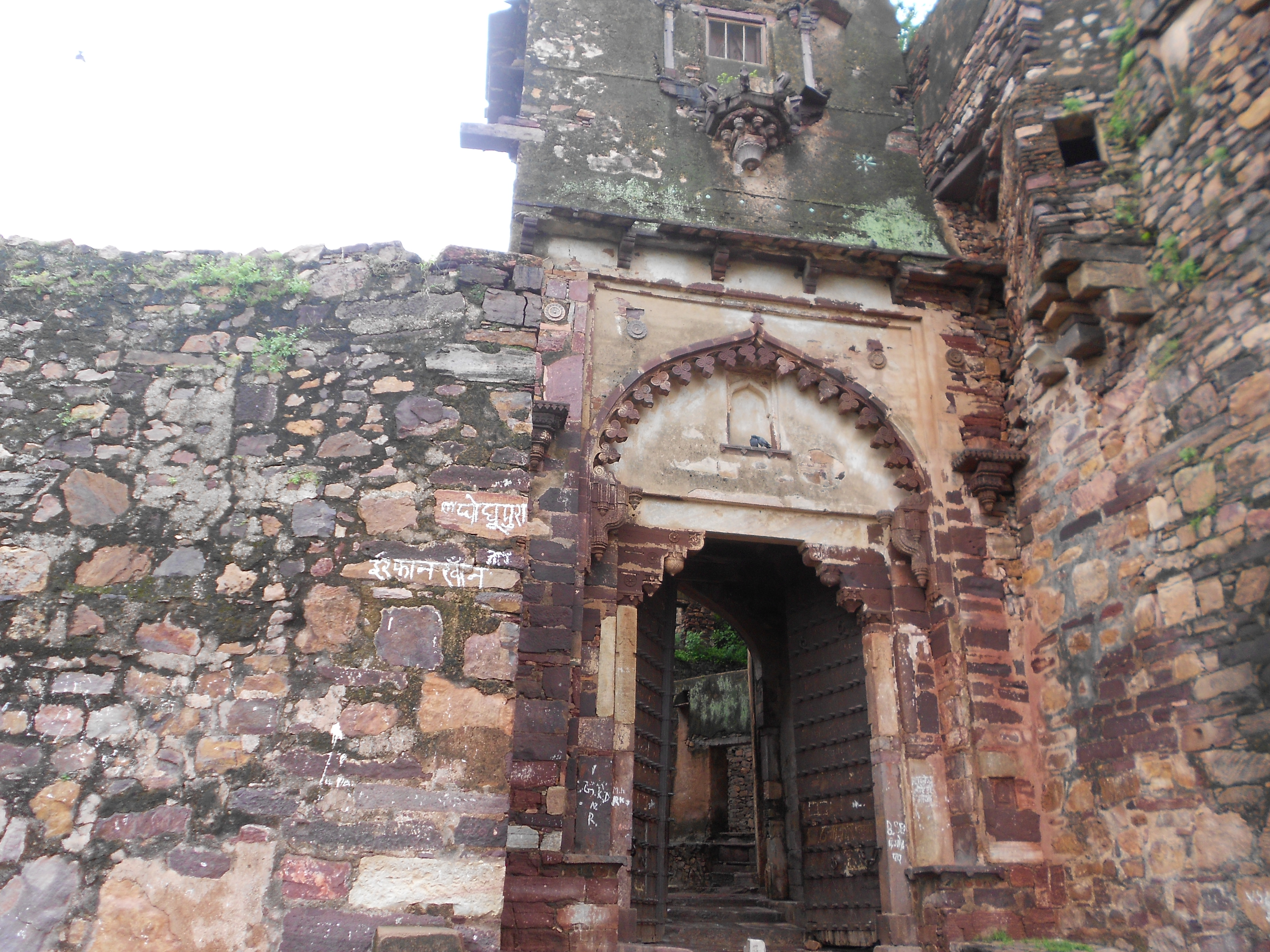